# Dominik Marczuk
Dominik Marczuk (ur. 1 listopada 2003 w Międzyrzecu Podlaskim) – polski piłkarz, występujący na pozycji skrzydłowego w amerykańskim klubie Real Salt Lake. Reprezentant Polski.

## Kariera reprezentacyjna
Marczuk zadebiutował 1 września 2021 roku w młodzieżowej reprezentacji do lat 19 w meczu z Norwegią (1:2), w którym strzelił gola w 21. minucie. W latach 2021-2023 grał w młodzieżowych reprezentacjach Polski.
W 2024 roku został powołany do reprezentacji Polski na mecze Ligi Narodów 2024/2025 przeciwko Portugalii i Szkocji. Zadebiutował w meczu z Portugalią (1:5) zdobywając bramkę w 88. minucie.

## Statystyki

### Klubowe
(aktualne na dzień 26 marca 2025)
| Klub                    | Sezon              | Liga               | Liga | Liga | Puchar kraju | Puchar kraju | Europa CONCACAF | Europa CONCACAF | Suma | Suma |
| Klub                    | Sezon              | Liga               | M.   | Br.  | M.           | Br.          | M.              | Br.             | M.   | Br.  |
| ----------------------- | ------------------ | ------------------ | ---- | ---- | ------------ | ------------ | --------------- | --------------- | ---- | ---- |
| Podlasie Biała Podlaska | 2019/20            | III liga           | 17   | 0    | 0            | 0            | –               | –               | 17   | 0    |
| Podlasie Biała Podlaska | 2020/21            | III liga           | 2    | 0    | 0            | 0            | –               | –               | 2    | 0    |
| Podlasie Biała Podlaska | Ogólnie            | Ogólnie            | 19   | 0    | 0            | 0            | 0               | 0               | 19   | 0    |
| Stal Rzeszów            | 2020/21            | II liga            | 17   | 0    | –            | –            | –               | –               | 17   | 0    |
| Stal Rzeszów            | 2021/22            | II liga            | 25   | 3    | 2            | 1            | –               | –               | 27   | 4    |
| Stal Rzeszów            | 2022/23            | I liga             | 17   | 2    | –            | –            | –               | –               | 17   | 2    |
| Stal Rzeszów            | Ogólnie            | Ogólnie            | 59   | 5    | 2            | 1            | 0               | 0               | 61   | 6    |
| Jagiellonia Białystok   | 2023/24            | Ekstraklasa        | 34   | 6    | 5            | 1            | –               | –               | 39   | 7    |
| Jagiellonia Białystok   | 2024/25            | Ekstraklasa        | 3    | 0    | –            | –            | 4               | 0               | 7    | 0    |
| Jagiellonia Białystok   | Ogólnie            | Ogólnie            | 37   | 6    | 5            | 1            | 4               | 0               | 46   | 7    |
| Real Salt Lake          | 2024               | MLS                | 8    | 1    | –            | –            | –               | –               | 8    | 1    |
| Real Salt Lake          | 2025               | MLS                | 3    | 0    | –            | –            | 2               | 0               | 5    | 0    |
| Real Salt Lake          | Ogólnie            | Ogólnie            | 11   | 1    | 0            | 0            | 2               | 0               | 13   | 1    |
| Ogólnie w karierze      | Ogólnie w karierze | Ogólnie w karierze | 126  | 12   | 7            | 2            | 6               | 0               | 139  | 14   |

### Reprezentacyjne
(aktualne na dzień 17 czerwca 2025)
| Reprezentacja | Rok     | Mecze | Bramki |
| ------------- | ------- | ----- | ------ |
| Polska        | 2024    | 1     | 1      |
| Ogólnie       | Ogólnie | 1     | 1      |

| Mecze i gole w reprezentacji | Mecze i gole w reprezentacji | Mecze i gole w reprezentacji | Mecze i gole w reprezentacji | Mecze i gole w reprezentacji | Mecze i gole w reprezentacji | Mecze i gole w reprezentacji |
| Polska U-21                  | Polska U-21                  | Polska U-21                  | Polska U-21                  | Polska U-21                  | Polska U-21                  | Polska U-21                  |
| Lp.                          | Data                         | Miasto                       | Przeciwnik                   | Gol                          | Wynik                        | Rozgrywki                    |
| ---------------------------- | ---------------------------- | ---------------------------- | ---------------------------- | ---------------------------- | ---------------------------- | ---------------------------- |
| 1.                           | 12.10.2023                   | Koszyce                      | Słowacja U-21                |                              | 2:2                          | mecz towarzyski              |
| 2.                           | 17.10.2023                   | Stalowa Wola                 | Estonia U-21                 |                              | 5:0                          | El. ME U-21                  |
| 3.                           | 17.11.2023                   | Łódź                         | Izrael U-21                  |                              | 2:1                          | El. ME U-21                  |
| 4.                           | 21.11.2023                   | Essen                        | Niemcy U-21                  |                              | 1:3                          | El. ME U-21                  |
| 5.                           | 26.03.2024                   | Chorzów                      | Bułgaria U-21                |                              | 0:1                          | El. ME U-21                  |
| 6.                           | 01.06.2024                   | Radom                        | Macedonia Północna U-21      |                              | 1:2                          | mecz towarzyski              |
| 7.                           | 10.09.2024                   | Sofia                        | Bułgaria U-21                |                              | 3:1                          | El. ME U-21                  |
| 8.                           | 11.10.2024                   | Prisztina                    | Kosowo U-21                  | Gol                          | 4:0                          | El. ME U-21                  |
| 9.                           | 15.10.2024                   | Łódź                         | Niemcy U-21                  | Gol                          | 3:3                          | El. ME U-21                  |
| 10.                          | 11.06.2025                   | Żylina                       | Gruzja U-21                  |                              | 1:2                          | ME U-21                      |
| 11.                          | 14.06.2025                   | Trenczyn                     | Portugalia U-21              |                              | 0:5                          | ME U-21                      |
| 12.                          | 17.06.2025                   | Żylina                       | Francja U-21                 |                              | 1:4                          | ME U-21                      |
| Polska                       |                              |                              |                              |                              |                              |                              |
| 1.                           | 15.11.2024                   | Porto                        | Portugalia                   | Gol                          | 1:5                          | LN 2024/2025                 |

## Sukcesy

### Klubowe
Z Jagiellonią Białystok:
- Mistrzostwo Polski: 
  -  2023/24

Ze Stalą Rzeszów:
- Awans do I ligi w sezonie 2021/22.